# Atmósfera modificada/envasado de humedad modificado
El embalaje modificado de atmósfera/humedad modificada (MA/MH) es una tecnología utilizada para preservar la calidad de los productos frescos de modo que pueda venderse a mercados lejos de donde se cultiva, ampliar el período de comercialización y ayudar a los proveedores a reducir el desperdicio de alimentos dentro de la cadena de frío. Ejemplos comerciales de MA/MH incluyen el flete marítimo de Galia y melones melón de América Central y del Sur a Europa (un viaje de 21 días) y América del Norte (un viaje de 7 días); transporte de espárragos blancos desde campos en Perú a mercados de Europa Occidental (un viaje de 20 días por tierra y mar); y el transporte en camiones de cerezas desde huertos en Turquía a supermercados en el Reino Unido (un viaje de 7 días).

## Términos científicos
Emap
Empaquetado de atmósfera modificada de equilibrio
MA/MH
Atmósfera modificada/humedad modificada
Map
Atmósfera protectora
Rh
Humedad relativa
MVTR
Velocidad de transmisión de vapor de humedad

## Historia
El embalaje de atmósfera modificada/humedad modificada (MA/MH) es un tipo de embalaje de atmósfera modificada de equilibrio (EMAP), que evolucionó debido a la necesidad de un mayor control de la humedad en el embalaje. La mayoría de los polímeros que se utilizan comercialmente en EMAP están basados en poliolefina, caracterizados por una baja tasa de transmisión de vapor de humedad (MVTR). Las fluctuaciones de temperatura durante los diversos eslabones de la cadena logística en frío son inevitables y darán lugar a la formación de condensación en la superficie interna del paquete. La acumulación de agua condensada en paquetes con BAJO MVTR es propicia para trastornos patológicos y fisiológicos. El exceso de humedad no solo mejora la caries fúngica y bacteriana y la formación de olores apagados, sino que también fomenta la brotación de hojas en las verduras de raíz cubiertas, el recrecimiento de las hojas y trastornos fisiológicos como la decoloración del tejido y las imperfecciones de la cáscara. Ciertos productos son más sensibles al exceso de humedad que otros.
En 1995, StePac LA. Ltd., con la asistencia de la Organización de Investigación Agrícola – El Centro Volcani, comenzó a desarrollar películas de plástico con MVTR más alto que la mayoría de los productos EMAP disponibles comercialmente entonces en el mercado. El objetivo era proporcionar un mayor control de la humedad en los productos EMAP y aliviar los problemas asociados con el exceso de humedad.
Desde este trabajo original de investigación y desarrollo, StePac LA Ltd. ha desarrollado películas y bolsas de MA/MH para más de 50 frutas, verduras y hierbas diferentes en una línea de productos comercialmente conocida como Xtend.

## Tecnología
La tecnología MA/MH se logra combinando mezclas patentadas de polímeros para obtener el MVTR deseado y luego manipulando el oxígeno (O2) y dióxido de carbono (Co2) velocidades de transmisión del polímero por láser y/o microperforaciones mecánicas. El resultado es una película que está diseñada para proporcionar la atmósfera modificada óptima y la humedad modificada para los productos a embalar. "La composición de la película y el alcance de la microperforación se adaptan de acuerdo con la actividad respiratoria y el peso de los productos envasados, las fluctuaciones de temperatura previstas durante el almacenamiento y el envío, y las respuestas fisiológicas y patológicas esperadas de los productos para Co2/O2 concentraciones y niveles de humedad dentro del paquete. El embalaje [MA/MH] permite la formación de una atmósfera modificada deseable, una maduración retardante y la senescencia del producto. Efectos beneficiosos adicionales incluyen la reducción de la caries, la lesión escalofriante, el alargamiento de las hojas, la brotación de las hojas, la decoloración del tejido, las imperfecciones de la cáscara y la formación de olores apagados, y la inhibición del crecimiento bacteriano en la superficie del producto."

## Beneficios de los productos frescos
Modificar la atmósfera dentro de envases de productos frescos para proporcionar niveles O2 y niveles elevados de Co2 es beneficioso para muchos productos frescos y "puede reducir la respiración, disminuir la producción y la acción de etileno, retardar la maduración y el ablandamiento del tejido, retardar la degradación de la clorofila y la biosíntesis de carotenoides y antocianinas, reducir el pardo enzimático, aliviar los trastornos fisiológicos y la lesión escalofriante, retardar el desarrollo de la caries y mantener la calidad nutricional de los productos. El efecto de la disminución de O2 y aumentó Co2 en el proceso de senescencia y maduración son aditivos y pueden ser sinérgicos."
"En los tejidos vegetativos, MAP también puede reducir el recrecimiento de las hojas (cebolla verde y puerro), el endurecimiento del tallo (espárragos) y el brote y enraizamiento de las hojas en las verduras de raíz (rábanos). El retraso de la maduración y la senescencia de frutas y verduras también reduce su susceptibilidad a los patógenos."

## La importancia de la humedad relativa estrechamente controlada
Mantener una alta humedad relativa (Rh) en el envasado de atmósfera modificada es importante porque "resulta en una reducción de la transpiración de agua del producto, reduciendo así el marchitamiento, el encogimiento y la pérdida de firmeza. La acumulación de vapor en el embalaje depende de la tasa de pérdida de agua del producto, su superficie, la velocidad de transmisión de vapor de agua (WVTR) de la película y la temperatura del entorno externo."
"La Rh en la mayoría de los envases sellados está cerca del nivel de saturación. Por lo tanto, incluso fluctuaciones muy pequeñas en la temperatura durante el almacenamiento o el envío pueden resultar en condensación de agua en la superficie de la película y los productos. El agua condensada en la superficie del producto puede afectar negativamente al intercambio de gas, lo que conduce a una atmósfera interna desfavorable." Aun más perjudicial puede ser la mejora de la descomposición de los productos, y los procesos fisiológicos como el recrecimiento. Además, ciertos patógenos humanos pueden proliferar cuando la atmósfera en el envase contiene alta humedad y O2.

## Peligros asociados con MAP
La entrega exitosa de productos frescos en MAP no está exenta de peligros potenciales debido a la incompatibilidad de la película MAP a la fruta o verdura que se pretende mantener fresco y de alta dependencia de una buena gestión de la temperatura. Las consecuencias indeseables de la película incompatible y/o las altas temperaturas pueden ser "respiración anaeróbica con la acumulación de acetaldehído, etanol, acetato de etilo y ácido láctico, toda la fermentación, contribuyendo al desarrollo de olores, sabores apagados, y deterioro del desuso."

## Productos
Varios tipos de productos, incluyendo bolsas de venta al por menor, forros de cartón, bolsas de basura, películas de revestimiento y paquete de flujo se han desarrollado a partir de películas MA/MH y están disponibles comercialmente. Cada tipo de producto está diseñado exclusivamente para el tipo de producto específico (y, en algunos casos, la variedad de productos) que se va a empaquetar. Esto se hace a través de un riguroso proceso de desarrollo, prueba, ajuste y prueba de cada producto MA-MH tanto en el laboratorio como en ensayos comerciales.
Este meticuloso proceso se repite para cada combinación de productos y tipo de envase debido a los muchos factores involucrados en el desarrollo de un embalaje MA/MH exitoso. Estos factores son "temperatura de almacenamiento y envío, tasa de respiración del producto y cociente, respuesta a los niveles de Co2, O2 y la humedad, y el peso del producto. Por lo tanto, el embalaje de película adecuado para los envases de consumo no siempre es adecuado para el envasado a granel y viceversa."